# دم پرستو
دُم پرستو از مجموعهٔ فجایع (به فرانسوی: La queue d'aronde — Série des catastrophes)، آخرین اثر نقاش سوررئال اسپانیایی، سالوادور دالی (۱۹۰۴ - ۱۹۸۹ میلادی) است که در سال ۱۹۸۳ میلادی خلق شد. آثار این مجموعه با الهام از تئوری فاجعه (به انگلیسی: Catastrophe theory) که در دهه ۱۹۶۰ میلادی توسط ریاضیدانی فرانسوی به نام رنه تام معرفی شده، ثبت شده‌است. تئوری تام بر این فرض استوار بود که در پدیده‌هایی چهار بعدی، هفت سطح تعادل و در نتیجه هفت ناپیوستگی ممکن است وجود داشته باشد. او این ناپیوستگی‌ها را فجایع مقدماتی نامید که در این نگاره، دالی از دو دسته از آن‌ها با نام‌های «دم پرستو» و «منقار» استفاده کرده که به وضوح در این اثر قابل مشاهده هستند. ثبت سبیل منحصر به فرد دالی توسط دو سمبول انتگرال در بالا و مرکز تصویر نیز از دیگر نکات جالب توجه در این نگاره‌است. دالی سبیل خود را از ماجوهای قرن هفدهم مادریدی الگو گرفته بود.
در دُم پرستو، دالی به گونه‌ای مرگ خود را پیش‌بینی کرده‌است. درست یکسال پیش از خلق این اثر، «گالا» همسر وی از دنیا رفت در حالی که بیماری پارکینسون دالی نیز وخیم‌تر شده بود. فجایع دالی یک سال بعد (سال ۱۹۸۴ میلادی) در زادگاهش، شهر فیگوئِراس (به اسپانیایی: Figueras) و در جریان آتش‌سوزی در خانه‌اش که بنا به شواهدی خودکشی قلمداد شده بود، تکمیل شد. وی در جریان این آتش‌سوزی به شدت آسیب دید و تا پایان عمر دست به قلم نبرد.
این اثر هم‌اکنون در موزه و نمایشگاه دائمی آثار دالی در فیگوئراس نگهداری می‌شود.